# Grypocentrus japonicus
Grypocentrus japonicus är en stekelart som först beskrevs av William Harris Ashmead 1906.  Grypocentrus japonicus ingår i släktet Grypocentrus och familjen brokparasitsteklar. Inga underarter finns listade i Catalogue of Life.